# Крохалёва
Крохалёва (разг. — Кро́халевка, жарг. — Крохаля́) — микрорайон города Перми. Расположен в Свердловском районе. Микрорайон назван честь героя Советского Союза Анатолия Крохалёва.

## География
Микрорайон расположен в южной части Свердловского района Перми. Восточная граница – улица Куйбышева, западная и южная проходят по черте зоны отчуждения железной дороги, северная граница проходит по улице Яблочкова. В составе микрорайона выделяется его восточная часть – бывший поселок Октябрьский. Граница между основной частью микрорайона Крохалёва и территорией бывшего поселка Октябрьский проходит по улицам Таборская и Вижайская.

## История
В начале XX века на территории будущего микрорайона размещались несколько деревень: Кабаи (ныне улица вдоль железной дороги), Зяблова (5 дворов и 30 жителей в 1930 году), Касьяны (5 дворов и 25 жителей в 1930 году), Мотвачи (8 дворов и 31 житель в 1930 году, находилась на месте завода Гипсополимер), Немочиева (13 дворов и 65 жителей в 1930 году, находилась в начале улицы Таборская), Жарена (9 дворов и 32 жителей в 1930 году, находилась в районе улицы Брестская). На карте Перми 1926 года кроме этих деревень, не входивших в состав Перми, здесь показаны городские свалки и «место для новых жел.дор.мастерских».
Поселок построен в годы Великой Отечественной войны для работников заводов им. Сталина (ныне Пермский моторный завод) и им. Калинина (ныне ОДК-СТАР).  Название поселка дано в честь героя Советского Союза Анатолия Крохалёва. Начало строительства относится к осени 1941 года.  При этом частью поселка стал так называемый юнгородок моторостроительного завода из щитовых домов, построенный для учащихся ремесленных училищ, эвакуированных из Харькова, Москвы и Ленинграда. После войны в поселке начали также строиться индивидуальные дома для рабочих.
В 1957 году началось масштабное строительство двухэтажных домов в районе нынешних улиц Сергинская, Брестская, Весенняя, Лукоянова (бывшая Самодеятельная), Кутаисская и Кузбасская. Эта часть микрорайона тогда получила название поселок Октябрьский. В 1960 году сюда дошла трамвайная линия по улице Куйбышева. В 1975 году в черту города Перми и, вместе с этим, в состав микрорайона Крохалёва  вошла станция Бахаревка, построенная в 1909 году.
В последующие годы велось достаточно интенсивное жилое строительство, превратившее микрорайон в плотно заселенную жилую зону. Однако, микрорайон не может похвастаться разнообразием культурных и досуговых центров, в 1990-е годы он был один из наименее приглядных микрорайонов Перми.

## Экономика
Рядом с микрорайоном расположены несколько крупных градообразующих пермских предприятий: Пермский моторный завод, ОДК-СТАР, Пермский хладокомбинат, завод «Гипсополимер», база аптечной сети «Пермфармация». До 2012 года работал завод смазок и СОЖ.

## Улицы
Основные улицы микрорайона: Гусарова, Лодыгина, Солдатова.

## Образование
Среднее образование: средние школы № 36, 60, 76, 124 (ныне 2-й корпус 76)

## Транспорт
Трамвайные маршруты: 5, 8. Автобусные маршруты: 8, 45, 50, 56, 57, 62, 71.
Железнодорожная станция Бахаревка.

## Архитектура, достопримечательности
Дворец культуры им.Калинина. Мемориальный комплекс на месте гибели рейса SU821 российской авиакомпании «Аэрофлот-Норд» 14 сентября 2008 года.